# ФК Крка
НК Крка је словеначки фудбалски клуб из Новог Места, у Словенији и основан је  1922. године. Игра у 3. СНЛ Запад, јер је испао из 2. СНЛ сезоне 2007-2008. Као прволигаш звао се НК Студио Д и НК Елан `22.